# Boucan-Carré
Boucan-Carré (en criollo haitiano Boukan Kare) es una comuna de Haití, que está situada en el distrito de Mirebalais, del departamento de Centro.

## Secciones
Está formado por las secciones de:
- Petite Montagne
- Boucan-Carré (que abarca la villa de Boucan-Carré)
- Les Bayes (que abarca el barrio de Duffailly)

## Demografía
| Gráfica de evolución demográfica de Boucan-Carré entre 2009 y 2015 |
|                                                                    |

Los datos demográficos contemplados en este gráfico de la comuna de Boucan-Carré son estimaciones que se han cogido de 2009 a 2015 de la página del Instituto Haitiano de Estadística e Informática (IHSI). 